# Eleições legislativas portuguesas de 1976
As eleições legislativas portuguesas de 1976, também designadas por eleições para a Assembleia da República, tiveram lugar a 25 de abril de 1976, para eleger os membros da I Legislatura da Assembleia da República.
Estas foram as primeiras eleições depois da aprovação da Constituição de 1976.
O Partido Socialista (PS) venceu as eleições com uma maioria plural ao obter 34,9% dos votos, com Mário Soares a tornar-se Primeiro-Ministro a 23 de julho de 1976. O facto de o governo não ter maioria parlamentar levou a que fosse pouco estável, forçando o PS a fazer uma coligação governativa surpreendente com o Partido do Centro Democrático Social (CDS) em 1978. Esta coligação PS–CDS foi sentida como uma viragem à direita dos socialistas, com o início da reversão das nacionalizações feitas durante o PREC e o fim da reforma agrária. Mário Soares referiu-se a esta decisão como "meter o socialismo na gaveta".
O Partido Popular Democrático (PPD) foi o segundo partido mais votado a mais de dez pontos de distância do PS, enquanto o CDS obtinha 16% dos votos em grande parte devido à sua força na zona interior do centro e norte do País.
O Partido Comunista Português (PCP) também cresceu em votação em relação às eleições para a Assembleia Constituinte, com uma forte votação na zona industrial de Lisboa e Setúbal e no Alentejo.

## Partidos
Os partidos que elegeram deputados foram os seguintes:
| Partido | Partido                              | Partido | Líder                   | Ideologia              | Espectro        |
| ------- | ------------------------------------ | ------- | ----------------------- | ---------------------- | --------------- |
|         | Partido Socialista                   | PS      | Mário Soares            | Socialismo democrático | Centro-esquerda |
|         | Partido Popular Democrático          | PPD     | Francisco Sá Carneiro   | Liberalismo social     | Centro          |
|         | Partido do Centro Democrático Social | CDS     | Diogo Freitas do Amaral | Democracia cristã      | Centro-direita  |
|         | Partido Comunista Português          | PCP     | Álvaro Cunhal           | Comunismo              | Esquerda        |
|         | União Democrática Popular            | UDP     | Acácio Barreiros        | Comunismo              | Esquerda        |

## Debates
No dia seguinte às eleições, teve lugar na RTP1 uma mesa redonda, moderada por Carlos Veiga Pereira, sobre os resultados eleitorais, que contou com a participação de Mário Soares (PS), Francisco Sá Carneiro (PPD), Diogo Freitas do Amaral (CDS), e Filipe Faria (UDP). Álvaro Cunhal (PCP) recusou participar na mesa redonda.
| Mesa redonda | Mesa redonda       | Mesa redonda | Mesa redonda  | Mesa redonda                         | Mesa redonda                         | Mesa redonda                         | Mesa redonda                         | Mesa redonda                         | Mesa redonda |             |         |        |       |       |
| Data         | Estação televisiva | Local        | Moderador(es) | P Presente A Ausente N Não Convidado | P Presente A Ausente N Não Convidado | P Presente A Ausente N Não Convidado | P Presente A Ausente N Não Convidado | P Presente A Ausente N Não Convidado | Refs         |             |         |        |       |       |
| Data         | Estação televisiva | Local        | Moderador(es) | PS                                   | PPD                                  | CDS                                  | PCP                                  | UDP                                  | Refs         |             |         |        |       |       |
| ------------ | ------------------ | ------------ | ------------- | ------------------------------------ | ------------------------------------ | ------------------------------------ | ------------------------------------ | ------------------------------------ | ------------ | ----------- | ------- | ------ | ----- | ----- |
| Data         | Estação televisiva | Local        | Moderador(es) | 26 de abril                          | RTP1                                 | Fundação Calouste Gulbenkian         | Carlos Veiga Pereira                 | Soares                               | Refs         | Sá Carneiro | Freitas | Cunhal | Faria | [ 3 ] |

## Resultados nacionais
| Partido   | PS                | PPD                   | CDS                     | PCP             | UDP              |
| Partido   |                   |                       |                         |                 |                  |
| Líder     | Mário Soares      | Francisco Sá Carneiro | Diogo Freitas do Amaral | Álvaro Cunhal   | Acácio Barreiros |
| Líder     |                   |                       |                         |                 |                  |
| Votos     | 1 912 921 (34,9%) | 1 335 381 (24,4%)     | 876 007 (16,0%)         | 788 830 (14,4%) | 91 690 (1,7%)    |
| Votos     |                   |                       |                         |                 |                  |
| Deputados | 107 (40,7%)       | 73 (27,8%)            | 42 (16,0%)              | 40 (15,2%)      | 1 (0,4%)         |
| Deputados |                   |                       |                         |                 |                  |

| Partido                 | Partido                                             | Votos     | %               | +/-   | Deputados | +/-     |
| ----------------------- | --------------------------------------------------- | --------- | --------------- | ----- | --------- | ------- |
|                         | Partido Socialista                                  | 1 912 921 | 34,89 / 100,00  | 2,98  | 107 / 263 | 9       |
|                         | Partido Popular Democrático                         | 1 335 381 | 24,35 / 100,00  | 2,04  | 73 / 263  | 8       |
|                         | Partido do Centro Democrático Social                | 876 007   | 15,98 / 100,00  | 8,37  | 42 / 263  | 26      |
|                         | Partido Comunista Português                         | 788 830   | 14,39 / 100,00  | 1,93  | 40 / 263  | 10      |
|                         | União Democrática Popular                           | 91 690    | 1,67 / 100,00   | 0,88  | 1 / 263   | Estável |
|                         | Frente Socialista Popular                           | 42 162    | 0,77 / 100,00   | 0,39  | 0 / 263   | Estável |
|                         | Movimento Reorganizativo do Partido do Proletariado | 36 200    | 0,66 / 100,00   | Novo  | 0 / 263   | Novo    |
|                         | Movimento de Esquerda Socialista                    | 31 332    | 0,57 / 100,00   | 0,45  | 0 / 263   | Estável |
|                         | Partido da Democracia Cristã                        | 29 874    | 0,54 / 100,00   | Novo  | 0 / 263   | Novo    |
|                         | Partido Popular Monárquico                          | 28 320    | 0,52 / 100,00   | 0,05  | 0 / 263   | Estável |
|                         | Liga Comunista Internacionalista                    | 16 269    | 0,30 / 100,00   | 0,11  | 0 / 263   | Estável |
|                         | Partido Comunista de Portugal (marxista-leninista)  | 15 830    | 0,29 / 100,00   | Novo  | 0 / 263   | Novo    |
|                         | Aliança Operária-Camponesa                          | 15 778    | 0,29 / 100,00   | Novo  | 0 / 263   | Novo    |
|                         | Partido Revolucionário dos Trabalhadores            | 5 171     | 0,09 / 100,00   | Novo  | 0 / 263   | Novo    |
| Votos inválidos         | Votos inválidos                                     | 257 696   | 4,70 / 100,00   | 2,25  |           |         |
| Total                   | Total                                               | 5 483 461 | 100,00 / 100,00 |       | 263 / 263 | 13      |
| Eleitorado/Participação | Eleitorado/Participação                             | 6 564 667 | 83,53 / 100,00  | 8,13  |           |         |
| Fonte                   | Fonte                                               | [ 4 ]     | [ 4 ]           | [ 4 ] | [ 4 ]     | [ 4 ]   |

| ↓   |     |     |     |     |
| UDP | PCP | PS  | PPD | CDS |
| 1   | 40  | 107 | 73  | 42  |

### Gráfico

#### Percentagem dos votos
| Gráfico dos resultados | Gráfico dos resultados | Gráfico dos resultados | Gráfico dos resultados | Gráfico dos resultados |
| ---------------------- | ---------------------- | ---------------------- | ---------------------- | ---------------------- |
|                        |                        |                        |                        |                        |
| PS                     | PS                     |                        | 34,89%                 | 34,89%                 |
| PPD                    | PPD                    |                        | 24,35%                 | 24,35%                 |
| CDS                    | CDS                    |                        | 15,98%                 | 15,98%                 |
| PCP                    | PCP                    |                        | 14,39%                 | 14,39%                 |
| UDP                    | UDP                    |                        | 1,67%                  | 1,67%                  |

#### Percentagem de lugares
| Gráfico dos resultados | Gráfico dos resultados | Gráfico dos resultados | Gráfico dos resultados | Gráfico dos resultados |
| ---------------------- | ---------------------- | ---------------------- | ---------------------- | ---------------------- |
|                        |                        |                        |                        |                        |
| PS                     | PS                     |                        | 40,68%                 | 40,68%                 |
| PPD                    | PPD                    |                        | 27,76%                 | 27,76%                 |
| CDS                    | CDS                    |                        | 15,97%                 | 15,97%                 |
| PCP                    | PCP                    |                        | 15,21%                 | 15,21%                 |
| UDP                    | UDP                    |                        | 0,38%                  | 0,38%                  |

## Resultados por concelho

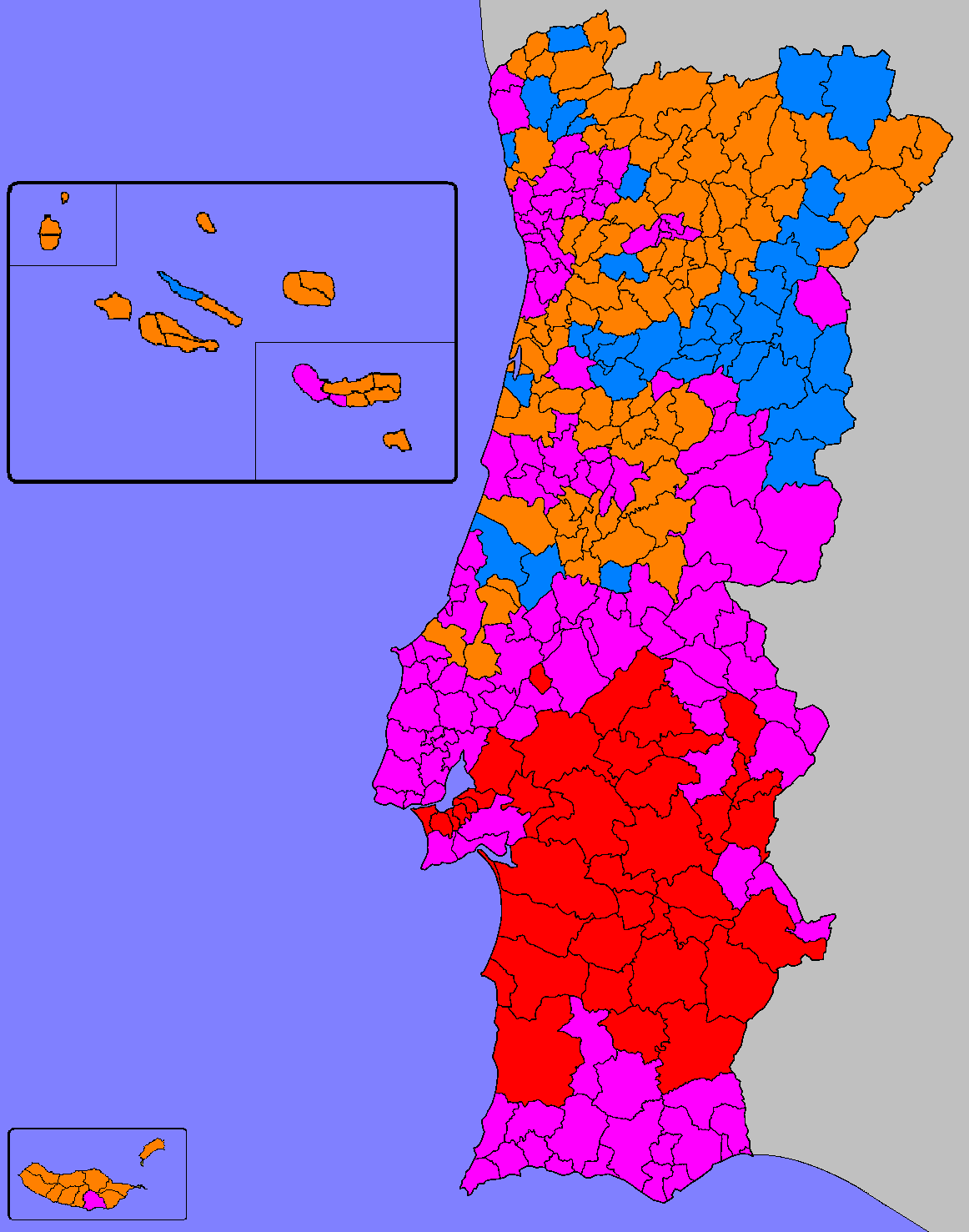
Partido mais votado por concelho.

A seguinte tabela contêm os resultados obtidos pelos partidos que tenham tido, pelo menos, 1% dos votos expressos a nível nacional:
| Concelhos                   | %    | %    | %    | %    | %   | Votantes  |
| Concelhos                   | PS   | PPD  | CDS  | PCP  | UDP | Votantes  |
| --------------------------- | ---- | ---- | ---- | ---- | --- | --------- |
| Abrantes                    | 47,6 | 14,0 | 10,0 | 13,5 | 2,8 | 28 668    |
| Águeda                      | 33,9 | 29,1 | 25,9 | 4,1  | 0,6 | 23 103    |
| Aguiar da Beira             | 9,7  | 35,3 | 46,9 | 0,4  | 0,9 | 4 016     |
| Alandroal                   | 23,2 | 6,4  | 6,4  | 54,6 | 2,2 | 5 733     |
| Albergaria-a-Velha          | 22,1 | 37,6 | 31,1 | 2,1  | 0,8 | 10 636    |
| Albufeira                   | 43,7 | 24,8 | 8,5  | 10,4 | 1,3 | 9 694     |
| Alcácer do Sal              | 29,7 | 6,4  | 3,2  | 46,8 | 3,2 | 10 966    |
| Alcanena                    | 38,0 | 20,9 | 17,1 | 14,5 | 1,0 | 8 667     |
| Alcobaça                    | 35,9 | 29,5 | 17,3 | 6,5  | 0,7 | 29 769    |
| Alcochete                   | 31,6 | 6,7  | 2,9  | 45,5 | 2,1 | 6 752     |
| Alcoutim                    | 43,4 | 17,6 | 3,1  | 13,2 | 2,8 | 3 409     |
| Alenquer                    | 43,5 | 15,2 | 6,0  | 23,9 | 1,3 | 21 436    |
| Alfândega da Fé             | 20,2 | 31,9 | 33,6 | 3,2  | 0,8 | 4 633     |
| Alijó                       | 29,4 | 35,4 | 21,0 | 2,9  | 0,8 | 10 463    |
| Aljezur                     | 37,6 | 14,1 | 3,2  | 23,9 | 1,6 | 3 587     |
| Aljustrel                   | 31,5 | 4,4  | 2,2  | 55,7 | 1,0 | 8 563     |
| Almada                      | 35,6 | 9,0  | 6,4  | 38,5 | 3,3 | 84 746    |
| Almeida                     | 18,7 | 28,4 | 38,0 | 1,4  | 1,0 | 6 278     |
| Almeirim                    | 44,0 | 14,6 | 8,1  | 22,7 | 0,9 | 13 115    |
| Almodôvar                   | 43,5 | 16,4 | 5,0  | 20,1 | 2,1 | 5 491     |
| Alpiarça                    | 19,7 | 7,0  | 3,4  | 59,8 | 2,1 | 5 410     |
| Alter do Chão               | 37,0 | 12,5 | 11,2 | 26,6 | 1,0 | 3 670     |
| Alvaiázere                  | 13,4 | 48,6 | 25,4 | 1,2  | 0,5 | 6 270     |
| Alvito                      | 25,9 | 11,7 | 6,8  | 40,9 | 1,8 | 2 046     |
| Amarante                    | 32,5 | 37,2 | 13,2 | 3,4  | 0,9 | 23 625    |
| Amares                      | 22,0 | 29,9 | 37,2 | 1,3  | 0,6 | 8 021     |
| Anadia                      | 24,3 | 42,9 | 23,6 | 2,0  | 0,3 | 16 834    |
| Angra do Heroísmo           | 37,5 | 47,8 | 8,0  | 1,9  | -   | 19 952    |
| Ansião                      | 18,2 | 56,0 | 16,9 | 1,1  | 0,4 | 8 952     |
| Arcos de Valdevez           | 22,3 | 46,6 | 14,5 | 3,3  | 0,4 | 14 374    |
| Arganil                     | 31,8 | 33,5 | 17,1 | 2,1  | 0,6 | 8 613     |
| Armamar                     | 19,2 | 35,9 | 31,0 | 1,7  | 1,0 | 4 994     |
| Arouca                      | 14,3 | 39,1 | 35,7 | 1,2  | 1,5 | 12 358    |
| Arraiolos                   | 24,7 | 5,9  | 7,8  | 53,2 | 1,6 | 6 441     |
| Arronches                   | 41,0 | 8,1  | 18,7 | 20,8 | 0,7 | 2 975     |
| Arruda dos Vinhos           | 45,6 | 14,0 | 5,4  | 21,6 | 1,1 | 5 089     |
| Aveiro                      | 29,1 | 29,7 | 29,1 | 4,4  | 0,9 | 32 609    |
| Avis                        | 32,8 | 8,1  | 4,0  | 48,2 | 0,7 | 4 316     |
| Azambuja                    | 44,1 | 11,1 | 5,6  | 21,7 | 2,9 | 11 426    |
| Baião                       | 39,7 | 29,4 | 11,8 | 2,2  | 0,5 | 11 048    |
| Barcelos                    | 23,3 | 43,1 | 21,5 | 2,8  | 1,1 | 49 184    |
| Barrancos                   | 40,8 | 6,0  | 3,4  | 38,0 | 2,9 | 1 403     |
| Barreiro                    | 25,8 | 5,4  | 2,7  | 57,3 | 3,0 | 50 182    |
| Batalha                     | 18,5 | 40,7 | 29,4 | 1,4  | 0,4 | 7 180     |
| Beja                        | 29,0 | 8,4  | 5,4  | 46,8 | 3,6 | 24 136    |
| Belmonte                    | 44,9 | 14,5 | 16,8 | 6,9  | 1,2 | 4 060     |
| Benavente                   | 37,2 | 10,4 | 4,5  | 38,6 | 1,0 | 9 403     |
| Bombarral                   | 31,8 | 25,2 | 21,6 | 8,2  | 0,7 | 7 882     |
| Borba                       | 33,1 | 8,8  | 7,1  | 36,5 | 7,4 | 5 730     |
| Boticas                     | 18,4 | 43,9 | 19,2 | 2,6  | 0,7 | 3 920     |
| Braga                       | 37,5 | 19,4 | 26,7 | 6,1  | 1,5 | 59 376    |
| Bragança                    | 25,1 | 27,3 | 31,6 | 2,9  | 0,7 | 18 532    |
| Cabeceiras de Basto         | 17,2 | 41,0 | 28,8 | 1,4  | 0,8 | 9 116     |
| Cadaval                     | 40,0 | 26,7 | 15,1 | 4,9  | 0,9 | 8 671     |
| Caldas da Rainha            | 32,4 | 32,8 | 16,7 | 7,0  | 1,1 | 22 584    |
| Calheta                     | 4,7  | 61,4 | 31,4 | 0,4  | -   | 2 705     |
| Calheta                     | 5,6  | 76,4 | 12,5 | 0,3  | 0,3 | 6 948     |
| Câmara de Lobos             | 17,7 | 68,4 | 5,8  | 0,5  | 0,9 | 12 018    |
| Caminha                     | 40,9 | 23,4 | 14,9 | 7,9  | 1,5 | 8 753     |
| Campo Maior                 | 43,4 | 7,8  | 5,3  | 36,7 | 0,4 | 5 426     |
| Cantanhede                  | 28,5 | 42,7 | 17,8 | 2,0  | 0,5 | 20 610    |
| Carrazeda de Ansiães        | 17,2 | 36,7 | 34,3 | 1,7  | 0,7 | 6 064     |
| Carregal do Sal             | 23,8 | 39,9 | 21,5 | 2,2  | 1,9 | 6 069     |
| Cartaxo                     | 48,7 | 12,7 | 6,8  | 18,9 | 1,4 | 13 330    |
| Cascais                     | 34,6 | 18,7 | 18,0 | 19,0 | 2,4 | 75 120    |
| Castanheira de Pera         | 53,9 | 30,7 | 3,8  | 2,7  | 1,0 | 3 058     |
| Castelo Branco              | 38,9 | 23,8 | 17,1 | 6,2  | 0,8 | 32 969    |
| Castelo de Paiva            | 30,5 | 36,7 | 20,8 | 2,5  | 1,1 | 8 077     |
| Castelo de Vide             | 49,3 | 5,3  | 17,3 | 10,5 | 1,6 | 3 083     |
| Castro Daire                | 19,2 | 43,0 | 21,7 | 1,7  | 0,9 | 9 945     |
| Castro Marim                | 51,9 | 17,8 | 4,1  | 7,4  | 3,1 | 4 393     |
| Castro Verde                | 28,8 | 7,0  | 2,2  | 51,2 | 3,3 | 4 688     |
| Celorico da Beira           | 20,8 | 19,8 | 40,0 | 2,1  | 1,0 | 5 829     |
| Celorico de Basto           | 21,2 | 22,5 | 40,7 | 1,6  | 1,3 | 10 730    |
| Chamusca                    | 41,4 | 9,9  | 10,3 | 25,1 | 1,3 | 8 676     |
| Chaves                      | 23,7 | 42,1 | 15,7 | 3,3  | 1,0 | 22 824    |
| Cinfães                     | 24,8 | 24,5 | 38,0 | 1,9  | 1,0 | 12 856    |
| Coimbra                     | 44,1 | 19,6 | 13,4 | 12,1 | 1,6 | 78 754    |
| Condeixa-a-Nova             | 42,1 | 27,8 | 6,1  | 6,2  | 2,0 | 7 571     |
| Constância                  | 55,6 | 11,2 | 7,4  | 11,0 | 2,5 | 2 864     |
| Coruche                     | 29,4 | 10,9 | 6,6  | 44,2 | 0,7 | 16 630    |
| Corvo                       | 47,6 | 49,1 | 1,5  | 0,7  | -   | 273       |
| Covilhã                     | 43,4 | 14,6 | 14,7 | 13,0 | 1,6 | 35 619    |
| Crato                       | 49,0 | 4,7  | 13,0 | 18,6 | 0,9 | 3 923     |
| Cuba                        | 24,8 | 7,6  | 2,6  | 51,5 | 1,5 | 4 049     |
| Elvas                       | 47,6 | 8,8  | 15,3 | 17,5 | 0,9 | 15 626    |
| Entroncamento               | 51,9 | 12,9 | 8,7  | 14,4 | 2,9 | 6 623     |
| Espinho                     | 42,1 | 28,4 | 13,8 | 10,2 | 0,6 | 17 989    |
| Esposende                   | 18,6 | 34,0 | 35,4 | 3,0  | 0,5 | 12 805    |
| Estarreja                   | 22,5 | 43,0 | 21,1 | 4,1  | 0,8 | 13 885    |
| Estremoz                    | 36,1 | 11,1 | 11,8 | 29,8 | 2,5 | 12 638    |
| Évora                       | 31,7 | 10,2 | 9,6  | 39,5 | 3,0 | 32 597    |
| Fafe                        | 38,0 | 26,9 | 20,9 | 4,5  | 0,9 | 22 947    |
| Faro                        | 42,5 | 21,2 | 7,4  | 17,3 | 2,9 | 26 153    |
| Felgueiras                  | 32,8 | 31,6 | 20,6 | 3,4  | 0,6 | 21 622    |
| Ferreira do Alentejo        | 33,8 | 6,1  | 3,7  | 45,0 | 1,0 | 7 726     |
| Ferreira do Zêzere          | 24,5 | 34,7 | 22,6 | 1,7  | 0,9 | 6 694     |
| Figueira da Foz             | 50,3 | 17,3 | 8,8  | 11,3 | 0,9 | 32 671    |
| Figueira de Castelo Rodrigo | 28,2 | 25,6 | 27,6 | 2,4  | 1,4 | 5 466     |
| Figueiró dos Vinhos         | 19,7 | 48,6 | 16,0 | 1,3  | 0,4 | 5 132     |
| Fornos de Algodres          | 25,8 | 15,9 | 44,3 | 1,9  | 0,9 | 3 926     |
| Freixo de Espada à Cinta    | 27,1 | 32,2 | 21,0 | 3,6  | 0,7 | 3 203     |
| Fronteira                   | 41,2 | 10,1 | 14,4 | 21,3 | 1,2 | 3 186     |
| Funchal                     | 36,4 | 34,6 | 19,9 | 2,3  | 1,2 | 52 031    |
| Fundão                      | 39,6 | 16,9 | 21,4 | 5,6  | 1,1 | 19 649    |
| Gavião                      | 48,0 | 11,9 | 6,6  | 17,6 | 0,7 | 4 503     |
| Góis                        | 34,3 | 29,2 | 15,0 | 2,3  | 0,9 | 3 419     |
| Golegã                      | 38,2 | 10,7 | 9,5  | 27,8 | 0,8 | 3 797     |
| Gondomar                    | 46,0 | 22,7 | 11,8 | 12,7 | 1,3 | 67 912    |
| Gouveia                     | 35,4 | 25,0 | 20,6 | 5,3  | 1,4 | 12 353    |
| Grândola                    | 23,9 | 12,0 | 2,5  | 50,9 | 2,1 | 11 119    |
| Guarda                      | 30,3 | 18,6 | 32,1 | 3,6  | 1,2 | 24 024    |
| Guimarães                   | 44,4 | 19,8 | 20,6 | 5,6  | 1,1 | 69 466    |
| Horta                       | 33,5 | 57,8 | 4,4  | 1,7  | -   | 9 542     |
| Idanha-a-Nova               | 41,6 | 16,1 | 18,2 | 3,9  | 1,4 | 11 276    |
| Ílhavo                      | 29,0 | 40,5 | 19,9 | 3,0  | 0,7 | 15 435    |
| Lagoa                       | 43,5 | 28,6 | 21,5 | 1,4  | -   | 5 376     |
| Lagoa                       | 44,6 | 18,0 | 6,0  | 16,3 | 1,9 | 9 134     |
| Lagos                       | 45,8 | 11,9 | 5,3  | 20,7 | 3,6 | 12 135    |
| Lajes das Flores            | 36,8 | 52,1 | 6,8  | 2,8  | -   | 1 087     |
| Lajes do Pico               | 43,6 | 51,5 | 1,4  | 0,9  | -   | 3 405     |
| Lamego                      | 27,8 | 27,9 | 27,4 | 4,0  | 0,6 | 16 178    |
| Leiria                      | 25,8 | 29,4 | 30,9 | 4,0  | 0,8 | 48 424    |
| Lisboa                      | 36,9 | 17,2 | 16,6 | 19,2 | 2,8 | 557 071   |
| Loulé                       | 39,6 | 29,5 | 7,7  | 8,2  | 2,1 | 25 084    |
| Loures                      | 41,5 | 11,8 | 7,2  | 29,2 | 2,4 | 133 472   |
| Lourinhã                    | 30,0 | 28,9 | 25,3 | 2,4  | 0,8 | 11 328    |
| Lousã                       | 44,4 | 22,2 | 15,5 | 3,2  | 1,3 | 7 159     |
| Lousada                     | 36,6 | 33,7 | 17,4 | 3,1  | 0,6 | 16 679    |
| Mação                       | 29,7 | 28,1 | 23,4 | 3,8  | 2,3 | 8 283     |
| Macedo de Cavaleiros        | 20,4 | 36,2 | 29,6 | 2,4  | 0,6 | 10 893    |
| Machico                     | 31,4 | 51,3 | 3,5  | 1,5  | 5,9 | 8 349     |
| Madalena                    | 29,6 | 61,3 | 3,5  | 2,0  | -   | 3 573     |
| Mafra                       | 42,2 | 24,2 | 8,5  | 9,8  | 1,6 | 24 405    |
| Maia                        | 46,8 | 22,2 | 14,2 | 8,8  | 1,5 | 41 307    |
| Mangualde                   | 28,0 | 24,2 | 35,3 | 2,4  | 0,9 | 11 275    |
| Manteigas                   | 35,3 | 16,9 | 29,8 | 4,5  | 0,7 | 2 711     |
| Marco de Canaveses          | 28,2 | 41,0 | 16,1 | 2,9  | 1,1 | 20 834    |
| Marinha Grande              | 40,1 | 9,5  | 5,1  | 35,0 | 1,4 | 16 515    |
| Marvão                      | 44,2 | 8,7  | 25,0 | 5,9  | 0,7 | 3 981     |
| Matosinhos                  | 49,6 | 21,4 | 11,7 | 9,1  | 2,2 | 75 504    |
| Mealhada                    | 47,2 | 28,0 | 9,0  | 6,0  | 0,7 | 9 558     |
| Mêda                        | 17,1 | 29,5 | 39,1 | 2,0  | 0,9 | 5 031     |
| Melgaço                     | 32,2 | 32,8 | 18,7 | 2,9  | 0,7 | 6 584     |
| Mértola                     | 27,5 | 6,2  | 5,2  | 47,6 | 2,2 | 7 584     |
| Mesão Frio                  | 38,0 | 29,8 | 17,6 | 2,4  | 0,7 | 3 316     |
| Mira                        | 34,2 | 41,7 | 11,5 | 1,9  | 0,6 | 6 671     |
| Miranda do Corvo            | 39,3 | 36,2 | 7,4  | 2,7  | 1,1 | 6 278     |
| Miranda do Douro            | 24,3 | 28,9 | 27,5 | 2,0  | 2,0 | 5 083     |
| Mirandela                   | 24,4 | 36,4 | 22,6 | 3,7  | 0,6 | 14 172    |
| Mogadouro                   | 17,5 | 47,4 | 23,0 | 1,6  | 0,6 | 7 937     |
| Moimenta da Beira           | 22,9 | 33,2 | 28,6 | 3,9  | 0,9 | 6 262     |
| Moita                       | 19,1 | 4,1  | 2,5  | 61,8 | 6,1 | 26 751    |
| Monção                      | 26,3 | 28,5 | 30,3 | 2,5  | 0,5 | 11 862    |
| Monchique                   | 38,6 | 27,8 | 4,8  | 11,1 | 1,2 | 6 524     |
| Mondim de Basto             | 18,1 | 35,1 | 34,1 | 1,5  | 1,4 | 4 231     |
| Monforte                    | 29,5 | 7,7  | 18,2 | 30,2 | 1,1 | 2 905     |
| Montalegre                  | 29,7 | 40,4 | 12,6 | 3,5  | 0,8 | 9 820     |
| Montemor-o-Novo             | 23,8 | 7,0  | 4,7  | 57,4 | 2,2 | 14 354    |
| Montemor-o-Velho            | 47,9 | 19,2 | 10,8 | 5,9  | 1,3 | 14 188    |
| Montijo                     | 34,6 | 9,2  | 5,9  | 38,7 | 2,3 | 21 876    |
| Mora                        | 28,0 | 9,2  | 7,6  | 45,9 | 2,5 | 5 292     |
| Mortágua                    | 27,4 | 46,3 | 13,6 | 3,5  | 0,6 | 5 204     |
| Moura                       | 32,0 | 6,3  | 5,1  | 44,4 | 2,4 | 12 821    |
| Mourão                      | 38,0 | 11,1 | 10,9 | 28,9 | 1,5 | 2 328     |
| Murça                       | 17,0 | 48,2 | 19,1 | 2,4  | 0,4 | 4 396     |
| Murtosa                     | 13,6 | 53,7 | 22,6 | 0,9  | 0,7 | 5 432     |
| Nazaré                      | 51,0 | 15,0 | 12,7 | 7,0  | 3,9 | 8 582     |
| Nelas                       | 38,2 | 25,7 | 21,5 | 3,0  | 2,2 | 7 664     |
| Nisa                        | 43,6 | 8,6  | 16,3 | 13,8 | 1,2 | 8 124     |
| Nordeste                    | 20,9 | 66,1 | 8,8  | 0,8  | -   | 3 824     |
| Óbidos                      | 39,1 | 25,7 | 15,7 | 7,8  | 0,8 | 5 797     |
| Odemira                     | 33,2 | 9,3  | 3,3  | 38,9 | 2,1 | 18 357    |
| Oeiras                      | 38,9 | 14,4 | 10,6 | 26,6 | 3,1 | 159 122   |
| Oleiros                     | 16,3 | 39,9 | 32,1 | 1,2  | 0,5 | 6 054     |
| Olhão                       | 56,0 | 15,0 | 6,3  | 8,1  | 1,7 | 18 976    |
| Oliveira de Azeméis         | 32,4 | 35,6 | 21,5 | 2,6  | 1,0 | 32 517    |
| Oliveira de Frades          | 14,8 | 34,5 | 41,2 | 1,8  | 0,6 | 5 643     |
| Oliveira do Bairro          | 12,5 | 48,8 | 30,4 | 1,2  | 0,5 | 9 747     |
| Oliveira do Hospital        | 31,5 | 36,7 | 18,1 | 1,6  | 0,7 | 13 321    |
| Ourém                       | 13,4 | 36,2 | 40,7 | 0,9  | 1,1 | 21 894    |
| Ourique                     | 38,9 | 13,6 | 3,0  | 31,9 | 1,0 | 4 995     |
| Ovar                        | 39,3 | 32,0 | 13,4 | 6,6  | 1,5 | 22 339    |
| Paços de Ferreira           | 32,0 | 30,5 | 24,4 | 4,5  | 0,5 | 18 060    |
| Palmela                     | 38,4 | 10,1 | 3,1  | 36,6 | 1,9 | 20 847    |
| Pampilhosa da Serra         | 20,7 | 48,1 | 14,2 | 1,5  | 0,7 | 4 445     |
| Paredes                     | 29,7 | 32,1 | 25,8 | 3,1  | 0,8 | 28 954    |
| Paredes de Coura            | 27,0 | 37,5 | 18,8 | 2,6  | 0,6 | 5 205     |
| Pedrógão Grande             | 22,7 | 48,2 | 15,5 | 1,2  | 0,2 | 3 253     |
| Penacova                    | 32,5 | 38,0 | 11,7 | 4,6  | 0,7 | 8 758     |
| Penafiel                    | 29,4 | 35,9 | 20,5 | 3,4  | 0,7 | 29 662    |
| Penalva do Castelo          | 22,8 | 28,9 | 34,6 | 1,1  | 0,9 | 5 545     |
| Penamacor                   | 29,1 | 16,3 | 36,5 | 2,2  | 0,6 | 6 185     |
| Penedono                    | 23,0 | 28,6 | 27,8 | 3,4  | 0,9 | 2 112     |
| Penela                      | 30,8 | 48,3 | 5,8  | 1,3  | 0,8 | 4 480     |
| Peniche                     | 46,1 | 16,2 | 11,8 | 14,4 | 1,7 | 13 022    |
| Peso da Régua               | 42,1 | 20,7 | 20,4 | 4,4  | 0,6 | 10 400    |
| Pinhel                      | 18,9 | 31,4 | 33,4 | 2,7  | 1,0 | 7 957     |
| Pombal                      | 26,9 | 42,6 | 15,0 | 2,0  | 0,7 | 23 764    |
| Ponta Delgada               | 40,6 | 39,8 | 12,8 | 1,8  | -   | 29 465    |
| Ponta do Sol                | 6,2  | 84,2 | 3,4  | 0,4  | 0,5 | 4 734     |
| Ponte da Barca              | 22,5 | 44,9 | 22,7 | 1,6  | 0,3 | 7 001     |
| Ponte de Lima               | 12,7 | 34,9 | 38,8 | 3,6  | 0,4 | 22 109    |
| Ponte de Sor                | 33,3 | 13,7 | 6,8  | 35,9 | 1,2 | 11 670    |
| Portalegre                  | 46,9 | 12,3 | 18,8 | 11,7 | 0,9 | 17 679    |
| Portel                      | 27,8 | 6,0  | 3,9  | 53,8 | 1,8 | 5 624     |
| Portimão                    | 47,1 | 15,1 | 7,7  | 17,6 | 2,6 | 21 079    |
| Porto                       | 38,8 | 26,0 | 16,4 | 12,0 | 2,5 | 211 171   |
| Porto de Mós                | 27,3 | 35,1 | 24,1 | 4,1  | 0,8 | 12 510    |
| Porto Moniz                 | 8,3  | 76,4 | 10,3 | 0,3  | 0,2 | 2 119     |
| Porto Santo                 | 31,6 | 56,2 | 5,6  | 1,2  | 0,3 | 2 035     |
| Póvoa de Lanhoso            | 22,5 | 39,4 | 24,4 | 2,0  | 0,8 | 9 673     |
| Póvoa de Varzim             | 28,6 | 33,3 | 25,3 | 5,2  | 0,4 | 25 522    |
| Povoação                    | 20,4 | 59,9 | 12,1 | 1,0  | -   | 4 738     |
| Proença-a-Nova              | 23,0 | 41,3 | 25,3 | 1,5  | 0,8 | 7 670     |
| Redondo                     | 27,6 | 8,9  | 8,6  | 42,9 | 2,8 | 5 666     |
| Reguengos de Monsaraz       | 35,5 | 14,1 | 6,8  | 33,4 | 1,7 | 7 839     |
| Resende                     | 28,3 | 37,7 | 15,7 | 1,5  | 0,6 | 7 534     |
| Ribeira Brava               | 10,4 | 75,4 | 4,8  | 1,1  | 0,6 | 6 304     |
| Ribeira de Pena             | 21,2 | 37,6 | 22,2 | 1,3  | 0,8 | 4 081     |
| Ribeira Grande              | 33,3 | 50,0 | 8,5  | 1,0  | -   | 12 922    |
| Rio Maior                   | 30,2 | 40,8 | 17,2 | 3,2  | 0,6 | 11 783    |
| Sabrosa                     | 21,6 | 44,6 | 16,5 | 2,3  | 0,7 | 5 086     |
| Sabugal                     | 17,4 | 31,1 | 33,8 | 1,3  | 1,3 | 12 410    |
| Salvaterra de Magos         | 50,4 | 10,8 | 2,5  | 20,7 | 0,9 | 11 083    |
| Santa Comba Dão             | 22,9 | 36,2 | 28,0 | 1,3  | 0,9 | 7 349     |
| Santa Cruz                  | 17,8 | 63,2 | 10,4 | 1,1  | 0,8 | 10 912    |
| Santa Cruz da Graciosa      | 28,8 | 64,2 | 1,2  | 1,4  | -   | 2 977     |
| Santa Cruz das Flores       | 19,6 | 63,3 | 13,6 | 0,5  | -   | 1 314     |
| Santa Marta de Penaguião    | 39,2 | 29,9 | 14,7 | 2,5  | 1,0 | 5 661     |
| Santana                     | 7,2  | 82,0 | 6,5  | 0,5  | 0,5 | 5 600     |
| Santarém                    | 42,9 | 20,2 | 11,4 | 14,7 | 1,6 | 39 539    |
| Santiago do Cacém           | 31,4 | 10,5 | 2,8  | 44,6 | 1,2 | 17 297    |
| Santo Tirso                 | 42,7 | 26,0 | 17,5 | 4,2  | 1,0 | 48 386    |
| São Brás de Alportel        | 47,7 | 21,4 | 7,0  | 12,2 | 1,2 | 4 361     |
| São João da Madeira         | 42,1 | 23,9 | 20,2 | 6,0  | 1,7 | 9 548     |
| São João da Pesqueira       | 27,6 | 36,2 | 20,8 | 3,6  | 1,2 | 5 881     |
| São Pedro do Sul            | 28,0 | 37,8 | 19,5 | 3,2  | 0,8 | 11 117    |
| São Roque do Pico           | 35,9 | 54,8 | 3,2  | 1,4  | -   | 2 095     |
| São Vicente                 | 13,6 | 55,4 | 20,6 | 0,7  | 0,4 | 3 825     |
| Sardoal                     | 35,1 | 19,0 | 27,1 | 5,2  | 1,0 | 3 125     |
| Sátão                       | 13,0 | 26,4 | 50,5 | 1,0  | 0,4 | 6 757     |
| Seia                        | 30,6 | 30,7 | 24,1 | 3,0  | 0,9 | 18 061    |
| Seixal                      | 31,6 | 7,1  | 4,2  | 47,8 | 2,3 | 35 069    |
| Sernancelhe                 | 19,4 | 26,8 | 40,7 | 1,1  | 1,1 | 3 768     |
| Serpa                       | 31,4 | 7,6  | 4,4  | 46,2 | 1,6 | 13 540    |
| Sertã                       | 21,2 | 42,4 | 20,7 | 1,9  | 0,8 | 11 819    |
| Sesimbra                    | 38,6 | 8,7  | 6,1  | 33,8 | 1,9 | 12 382    |
| Setúbal                     | 37,6 | 11,5 | 4,9  | 35,6 | 2,2 | 54 695    |
| Sever do Vouga              | 11,8 | 33,4 | 41,3 | 1,9  | 1,1 | 7 724     |
| Silves                      | 41,3 | 16,1 | 5,5  | 22,0 | 3,0 | 19 741    |
| Sines                       | 28,0 | 7,5  | 2,8  | 51,1 | 2,0 | 6 103     |
| Sintra                      | 41,0 | 14,2 | 9,9  | 23,5 | 3,2 | 110 647   |
| Sobral de Monte Agraço      | 40,7 | 13,1 | 4,3  | 29,1 | 1,3 | 4 555     |
| Soure                       | 50,6 | 20,8 | 5,9  | 4,6  | 1,5 | 12 789    |
| Sousel                      | 34,7 | 11,7 | 15,9 | 25,5 | 1,9 | 4 976     |
| Tábua                       | 30,2 | 35,7 | 16,5 | 2,2  | 0,6 | 7 343     |
| Tabuaço                     | 20,5 | 33,6 | 32,6 | 1,3  | 0,6 | 4 720     |
| Tarouca                     | 18,0 | 36,8 | 29,1 | 3,7  | 1,1 | 3 728     |
| Tavira                      | 45,4 | 22,1 | 9,2  | 6,1  | 3,8 | 13 961    |
| Terras de Bouro             | 20,5 | 45,5 | 21,7 | 2,6  | 0,6 | 5 222     |
| Tomar                       | 38,0 | 23,5 | 16,9 | 5,9  | 2,5 | 26 010    |
| Tondela                     | 20,4 | 28,3 | 38,8 | 1,7  | 0,7 | 19 912    |
| Torre de Moncorvo           | 25,7 | 25,6 | 30,4 | 2,4  | 0,9 | 7 319     |
| Torres Novas                | 40,9 | 19,1 | 12,0 | 13,8 | 2,4 | 21 800    |
| Torres Vedras               | 37,8 | 30,1 | 7,7  | 13,8 | 1,4 | 36 566    |
| Trancoso                    | 19,2 | 22,9 | 39,0 | 2,8  | 1,1 | 7 514     |
| Vagos                       | 11,1 | 38,2 | 43,3 | 0,7  | 0,6 | 9 591     |
| Vale de Cambra              | 20,6 | 38,0 | 31,0 | 1,7  | 0,9 | 12 197    |
| Valença                     | 32,5 | 34,7 | 19,1 | 2,9  | 0,5 | 7 601     |
| Valongo                     | 47,2 | 23,4 | 14,0 | 7,9  | 1,6 | 29 809    |
| Valpaços                    | 15,5 | 55,4 | 20,7 | 1,0  | 0,4 | 12 899    |
| Velas                       | 6,2  | 43,0 | 47,2 | 0,5  | -   | 3 493     |
| Vendas Novas                | 31,7 | 7,7  | 6,8  | 46,9 | 1,5 | 7 504     |
| Viana do Alentejo           | 25,9 | 6,1  | 8,1  | 48,1 | 3,3 | 4 250     |
| Viana do Castelo            | 27,8 | 27,0 | 20,9 | 13,1 | 1,5 | 41 647    |
| Vidigueira                  | 32,9 | 10,0 | 2,9  | 43,2 | 2,0 | 4 969     |
| Vieira do Minho             | 21,3 | 36,0 | 20,5 | 3,1  | 1,1 | 7 948     |
| Vila de Rei                 | 13,1 | 28,6 | 45,9 | 1,6  | 0,8 | 3 260     |
| Vila do Bispo               | 42,3 | 11,5 | 6,6  | 17,3 | 4,0 | 3 468     |
| Vila do Conde               | 39,8 | 28,4 | 17,4 | 6,8  | 0,5 | 32 075    |
| Vila do Porto               | 23,5 | 56,7 | 10,6 | 1,2  | -   | 3 572     |
| Vila Flor                   | 26,0 | 28,2 | 28,0 | 3,6  | 1,1 | 4 943     |
| Vila Franca de Xira         | 39,2 | 8,2  | 4,2  | 38,1 | 1,9 | 43 247    |
| Vila Franca do Campo        | 35,7 | 49,8 | 7,4  | 1,7  | -   | 5 398     |
| Vila Nova da Barquinha      | 50,1 | 13,1 | 10,5 | 12,7 | 2,0 | 5 363     |
| Vila Nova de Cerveira       | 29,8 | 32,2 | 20,3 | 5,3  | 0,9 | 4 786     |
| Vila Nova de Famalicão      | 35,4 | 30,1 | 23,0 | 4,3  | 0,9 | 52 829    |
| Vila Nova de Foz Coa        | 19,0 | 27,8 | 33,2 | 4,2  | 1,4 | 6 264     |
| Vila Nova de Gaia           | 46,4 | 25,5 | 11,8 | 9,0  | 1,4 | 125 492   |
| Vila Nova de Paiva          | 12,5 | 37,1 | 34,6 | 1,2  | 1,0 | 3 230     |
| Vila Nova de Poiares        | 40,0 | 33,0 | 9,8  | 5,9  | 0,9 | 3 145     |
| Vila da Feira               | 41,2 | 34,1 | 13,5 | 3,6  | 1,0 | 54 879    |
| Vila Pouca de Aguiar        | 25,4 | 48,3 | 8,8  | 2,6  | 0,8 | 8 703     |
| Vila Praia da Vitória       | 31,7 | 55,8 | 6,8  | 1,3  | -   | 11 473    |
| Vila Real                   | 26,6 | 33,5 | 20,9 | 5,1  | 1,6 | 23 897    |
| Vila Real de Santo António  | 46,0 | 12,2 | 5,2  | 22,8 | 4,2 | 9 337     |
| Vila Velha de Ródão         | 48,7 | 21,2 | 7,5  | 7,7  | 0,9 | 3 647     |
| Vila Verde                  | 16,9 | 31,0 | 39,8 | 1,1  | 0,6 | 20 041    |
| Vila Viçosa                 | 34,9 | 11,7 | 6,6  | 37,3 | 1,6 | 5 695     |
| Vimioso                     | 20,7 | 43,2 | 16,6 | 1,4  | 0,5 | 4 167     |
| Vinhais                     | 20,0 | 28,7 | 33,9 | 2,7  | 1,0 | 8 445     |
| Viseu                       | 21,0 | 32,5 | 35,0 | 2,2  | 1,1 | 42 703    |
| Vouzela                     | 18,0 | 34,0 | 36,0 | 1,9  | 0,6 | 7 068     |
| Portugal                    | 35,0 | 24,0 | 15,9 | 14,6 | 1,7 | 5 393 853 |

## Resultados por círculo eleitoral

Deputados eleitos e partido mais votado por círculo eleitoral.

|                   | %    | D   | %    | D   | %    | D   | %    | D   | %   | D   |                 |           |
| ----------------- | ---- | --- | ---- | --- | ---- | --- | ---- | --- | --- | --- | --------------- | --------- |
| Círculo eleitoral | PS   | PS  | PPD  | PPD | CDS  | CDS | PCP  | PCP | UDP | UDP | Total deputados | Votantes  |
| Angra do Heroísmo | 30,4 | 1   | 51,8 | 1   | 12,1 | -   | 1,5  | -   | -   | -   | 2               | 40 595    |
| Aveiro            | 30,8 | 5   | 35,2 | 6   | 22,5 | 4   | 3,7  | -   | 0,9 | -   | 15              | 323 117   |
| Beja              | 32,0 | 2   | 8,2  | -   | 4,2  | -   | 44,0 | 4   | 2,2 | -   | 6               | 120 125   |
| Braga             | 32,3 | 6   | 28,6 | 5   | 21,2 | 4   | 4,2  | -   | 1,0 | -   | 15              | 342 544   |
| Bragança          | 22,6 | 1   | 33,3 | 2   | 28,3 | 2   | 2,7  | -   | 0,8 | -   | 5               | 95 144    |
| Castelo Branco    | 36,4 | 3   | 22,6 | 2   | 19,9 | 2   | 6,7  | -   | 1,1 | -   | 7               | 142 266   |
| Coimbra           | 40,9 | 6   | 26,7 | 4   | 12,5 | 1   | 7,3  | 1   | 1,2 | -   | 12              | 240 085   |
| Évora             | 30,3 | 2   | 9,2  | -   | 8,0  | -   | 43,2 | 4   | 2,6 | -   | 6               | 121 196   |
| Faro              | 44,6 | 6   | 19,3 | 2   | 6,8  | -   | 14,5 | 1   | 2,6 | -   | 9               | 191 160   |
| Funchal           | 24,9 | 1   | 53,0 | 4   | 13,3 | 1   | 1,5  | -   | 1,3 | -   | 6               | 114 859   |
| Guarda            | 25,2 | 2   | 25,7 | 2   | 32,1 | 2   | 2,9  | -   | 1,1 | -   | 6               | 122 076   |
| Horta             | 34,2 | -   | 57,0 | 1   | 4,3  | -   | 1,5  | -   | -   | -   | 1               | 21 289    |
| Leiria            | 31,1 | 4   | 31,2 | 4   | 19,4 | 2   | 7,3  | 1   | 1,0 | -   | 11              | 222 752   |
| Lisboa            | 38,3 | 25  | 16,4 | 10  | 13,2 | 8   | 21,8 | 14  | 2,6 | 1   | 58              | 1 197 789 |
| Ponta Delgada     | 35,4 | 1   | 45,7 | 2   | 11,8 | -   | 1,5  | -   | -   | -   | 3               | 65 242    |
| Portalegre        | 41,9 | 3   | 10,1 | -   | 13,9 | -   | 22,0 | 1   | 1,0 | -   | 4               | 96 056    |
| Porto             | 40,7 | 18  | 27,0 | 11  | 15,7 | 6   | 8,4  | 3   | 1,5 | -   | 38              | 827 194   |
| Santarém          | 38,4 | 6   | 19,5 | 3   | 13,9 | 2   | 16,1 | 2   | 1,7 | -   | 13              | 271 902   |
| Setúbal           | 32,2 | 7   | 8,4  | 1   | 4,4  | -   | 44,4 | 9   | 2,8 | -   | 17              | 358 675   |
| Viana do Castelo  | 25,5 | 2   | 32,8 | 3   | 23,5 | 2   | 6,6  | -   | 0,9 | -   | 7               | 129 750   |
| Vila Real         | 26,3 | 2   | 39,0 | 4   | 18,3 | 1   | 3,1  | -   | 0,9 | -   | 7               | 130 133   |
| Viseu             | 23,0 | 3   | 32,2 | 4   | 31,2 | 4   | 2,3  | -   | 0,9 | -   | 11              | 217 772   |
| Europa            | 46,1 | 1   | 32,2 | 1   | 6,9  | -   | 10,1 | -   | 0,8 | -   | 2               | 51 693    |
| Fora da Europa    | 6,3  | -   | 53,2 | 1   | 33,7 | 1   | 1,4  | -   | 0,3 | -   | 2               | 40 047    |
| Portugal          | 34,9 | 107 | 24,4 | 73  | 16,0 | 42  | 14,4 | 40  | 1,7 | 1   | 263             | 5 483 464 |

### Angra do Heroísmo
| Partidos                | Partidos                             | Votos  | %             | +/-  | Deputados | +/-     |
| ----------------------- | ------------------------------------ | ------ | ------------- | ---- | --------- | ------- |
|                         | Partido Popular Democrático          | 21 029 | 51,8 / 100,0  | 11,0 | 1 / 2     | 1       |
|                         | Partido Socialista                   | 12 334 | 30,4 / 100,0  | 7,4  | 1 / 2     | 1       |
|                         | Partido do Centro Democrático Social | 4 910  | 12,1 / 100,0  | 6,0  | 0 / 2     | Estável |
|                         | Partido Comunista Português          | 591    | 1,5 / 100,0   | 0,9  | 0 / 2     | Estável |
|                         | Movimento de Esquerda Socialista     | 456    | 1,1 / 100,0   | 0,1  | 0 / 2     | Estável |
|                         | Outros                               | 422    | 1,0 / 100,0   |      | 0 / 2     |         |
| Votos inválidos         | Votos inválidos                      | 853    | 2,1 / 100,0   | 1,4  |           |         |
| Total                   | Total                                | 40 595 | 100,0 / 100,0 |      | 2 / 2     |         |
| Eleitorado/Participação | Eleitorado/Participação              | 51 739 | 78,5 / 100,0  | 12,4 |           |         |

### Aveiro
| Partidos                | Partidos                             | Votos   | %             | +/-  | Deputados | +/-     |
| ----------------------- | ------------------------------------ | ------- | ------------- | ---- | --------- | ------- |
|                         | Partido Popular Democrático          | 113 595 | 35,2 / 100,0  | 7,7  | 6 / 15    | 1       |
|                         | Partido Socialista                   | 99 647  | 30,8 / 100,0  | 1,0  | 5 / 15    | Estável |
|                         | Partido do Centro Democrático Social | 72 638  | 22,5 / 100,0  | 11,4 | 4 / 15    | 2       |
|                         | Partido Comunista Português          | 11 962  | 3,7 / 100,0   | 0,5  | 0 / 15    | Estável |
|                         | Outros                               | 11 545  | 3,6 / 100,0   |      | 0 / 15    |         |
| Votos inválidos         | Votos inválidos                      | 13 730  | 4,3 / 100,0   | 0,9  |           |         |
| Total                   | Total                                | 323 117 | 100,0 / 100,0 |      | 15 / 15   | 1       |
| Eleitorado/Participação | Eleitorado/Participação              | 381 918 | 84,6 / 100,0  | 7,5  |           |         |

### Beja
| Partidos                | Partidos                             | Votos   | %             | +/- | Deputados | +/-     |
| ----------------------- | ------------------------------------ | ------- | ------------- | --- | --------- | ------- |
|                         | Partido Comunista Português          | 52 839  | 44,0 / 100,0  | 5,0 | 4 / 6     | 1       |
|                         | Partido Socialista                   | 38 405  | 32,0 / 100,0  | 3,6 | 2 / 6     | 1       |
|                         | Partido Popular Democrático          | 9 882   | 8,2 / 100,0   | 2,9 | 0 / 6     | Estável |
|                         | Partido do Centro Democrático Social | 5 004   | 4,2 / 100,0   | 2,0 | 0 / 6     | Estável |
|                         | União Democrática Popular            | 2 671   | 2,2 / 100,0   | 0,8 | 0 / 6     | Estável |
|                         | Movimento de Esquerda Socialista     | 2 092   | 1,7 / 100,0   | 0,8 | 0 / 6     | Estável |
|                         | Frente Socialista Popular            | 1 564   | 1,3 / 100,0   | -   | 0 / 6     | -       |
|                         | Outros                               | 2 190   | 1,8 / 100,0   |     | 0 / 6     |         |
| Votos inválidos         | Votos inválidos                      | 5 478   | 4,6 / 100,0   | 2,8 |           |         |
| Total                   | Total                                | 120 125 | 100,0 / 100,0 |     | 6 / 6     |         |
| Eleitorado/Participação | Eleitorado/Participação              | 143 333 | 83,8 / 100,0  | 8,3 |           |         |

### Braga
| Partidos                | Partidos                             | Votos   | %             | +/- | Deputados | +/-     |
| ----------------------- | ------------------------------------ | ------- | ------------- | --- | --------- | ------- |
|                         | Partido Socialista                   | 110 586 | 32,3 / 100,0  | 4,9 | 6 / 15    | 1       |
|                         | Partido Popular Democrático          | 97 886  | 28,6 / 100,0  | 9,1 | 5 / 15    | 2       |
|                         | Partido do Centro Democrático Social | 86 148  | 25,2 / 100,0  | 7,2 | 4 / 15    | 1       |
|                         | Partido Comunista Português          | 14 202  | 4,2 / 100,0   | 0,5 | 0 / 15    | Estável |
|                         | União Democrática Popular            | 3 527   | 1,0 / 100,0   | -   | 0 / 15    | -       |
|                         | Outros                               | 12 062  | 3,5 / 100,0   |     | 0 / 15    |         |
| Votos inválidos         | Votos inválidos                      | 18 133  | 5,3 / 100,0   | 1,0 |           |         |
| Total                   | Total                                | 342 544 | 100,0 / 100,0 |     | 15 / 15   |         |
| Eleitorado/Participação | Eleitorado/Participação              | 382 434 | 89,6 / 100,0  | 3,6 |           |         |

### Bragança
| Partidos                | Partidos                             | Votos   | %             | +/-     | Deputados | +/-     |
| ----------------------- | ------------------------------------ | ------- | ------------- | ------- | --------- | ------- |
|                         | Partido Popular Democrático          | 31 636  | 33,3 / 100,0  | 9,7     | 2 / 5     | 1       |
|                         | Partido do Centro Democrático Social | 26 927  | 28,3 / 100,0  | 14,8    | 2 / 5     | 2       |
|                         | Partido Socialista                   | 21 514  | 22,6 / 100,0  | 2,1     | 1 / 5     | Estável |
|                         | Partido Comunista Português          | 2 530   | 2,7 / 100,0   | Estável | 0 / 5     | Estável |
|                         | Frente Socialista Popular            | 1 003   | 1,1 / 100,0   | 0,5     | 0 / 5     | Estável |
|                         | Outros                               | 4 789   | 5,0 / 100,0   |         | 0 / 5     |         |
| Votos inválidos         | Votos inválidos                      | 6 745   | 7,1 / 100,0   | 2,8     |           |         |
| Total                   | Total                                | 95 144  | 100,0 / 100,0 |         | 5 / 5     | 1       |
| Eleitorado/Participação | Eleitorado/Participação              | 122 980 | 77,4 / 100,0  | 13,8    |           |         |

### Castelo Branco
| Partidos                | Partidos                             | Votos   | %             | +/-  | Deputados | +/-     |
| ----------------------- | ------------------------------------ | ------- | ------------- | ---- | --------- | ------- |
|                         | Partido Socialista                   | 51 822  | 36,4 / 100,0  | 5,1  | 3 / 7     | 2       |
|                         | Partido Popular Democrático          | 32 212  | 22,6 / 100,0  | 1,7  | 2 / 7     | Estável |
|                         | Partido do Centro Democrático Social | 28 257  | 19,9 / 100,0  | 13,5 | 2 / 7     | 2       |
|                         | Partido Comunista Português          | 9 369   | 6,6 / 100,0   | 1,0  | 0 / 7     | Estável |
|                         | Frente Socialista Popular            | 1 708   | 1,2 / 100,0   | 1,1  | 0 / 7     | Estável |
|                         | União Democrática Popular            | 1 520   | 1,1 / 100,0   | 0,3  | 0 / 7     | Estável |
|                         | Outros                               | 5 935   | 4,2 / 100,0   |      | 0 / 7     |         |
| Votos inválidos         | Votos inválidos                      | 11 443  | 8,0 / 100,0   | 3,2  |           |         |
| Total                   | Total                                | 142 266 | 100,0 / 100,0 |      | 7 / 7     |         |
| Eleitorado/Participação | Eleitorado/Participação              | 176 159 | 80,8 / 100,0  | 9,9  |           |         |

### Coimbra
| Partidos                | Partidos                             | Votos   | %             | +/-  | Deputados | +/-     |
| ----------------------- | ------------------------------------ | ------- | ------------- | ---- | --------- | ------- |
|                         | Partido Socialista                   | 98 162  | 40,9 / 100,0  | 2,3  | 6 / 12    | 1       |
|                         | Partido Popular Democrático          | 64 162  | 26,7 / 100,0  | 0,5  | 4 / 12    | Estável |
|                         | Partido do Centro Democrático Social | 29 967  | 12,5 / 100,0  | 7,9  | 1 / 12    | 1       |
|                         | Partido Comunista Português          | 17 405  | 7,3 / 100,0   | 1,6  | 1 / 12    | Estável |
|                         | União Democrática Popular            | 2 771   | 1,2 / 100,0   | -    | 0 / 12    | -       |
|                         | Outros                               | 11 572  | 4,8 / 100,0   |      | 0 / 12    |         |
| Votos inválidos         | Votos inválidos                      | 16 046  | 6,7 / 100,0   | 3,3  |           |         |
| Total                   | Total                                | 240 085 | 100,0 / 100,0 |      | 12 / 12   |         |
| Eleitorado/Participação | Eleitorado/Participação              | 310 085 | 77,4 / 100,0  | 11,7 |           |         |

### Évora
| Partidos                | Partidos                             | Votos   | %             | +/- | Deputados | +/-     |
| ----------------------- | ------------------------------------ | ------- | ------------- | --- | --------- | ------- |
|                         | Partido Comunista Português          | 52 291  | 43,2 / 100,0  | 6,1 | 4 / 6     | 2       |
|                         | Partido Socialista                   | 36 679  | 30,3 / 100,0  | 7,6 | 2 / 6     | 1       |
|                         | Partido Popular Democrático          | 11 107  | 9,2 / 100,0   | 2,3 | 0 / 6     | Estável |
|                         | Partido do Centro Democrático Social | 9 645   | 8,0 / 100,0   | 5,2 | 0 / 6     | Estável |
|                         | União Democrática Popular            | 3 151   | 2,6 / 100,0   | 1,7 | 0 / 6     | Estável |
|                         | Frente Socialista Popular            | 1 491   | 1,2 / 100,0   | 0,1 | 0 / 6     | Estável |
|                         | Outros                               | 2 808   | 2,3 / 100,0   |     | 0 / 6     |         |
| Votos inválidos         | Votos inválidos                      | 4 024   | 3,3 / 100,0   | 1,5 |           |         |
| Total                   | Total                                | 121 196 | 100,0 / 100,0 |     | 6 / 6     | 1       |
| Eleitorado/Participação | Eleitorado/Participação              | 137 049 | 88,4 / 100,0  | 6,2 |           |         |

### Faro
| Partidos                | Partidos                             | Votos   | %             | +/-  | Deputados | +/-     |
| ----------------------- | ------------------------------------ | ------- | ------------- | ---- | --------- | ------- |
|                         | Partido Socialista                   | 85 313  | 44,6 / 100,0  | 0,8  | 6 / 9     | Estável |
|                         | Partido Popular Democrático          | 36 906  | 19,3 / 100,0  | 5,4  | 2 / 9     | 1       |
|                         | Partido Comunista Português          | 27 667  | 14,5 / 100,0  | 2,2  | 1 / 9     | Estável |
|                         | Partido do Centro Democrático Social | 13 010  | 6,8 / 100,0   | 3,4  | 0 / 9     | Estável |
|                         | União Democrática Popular            | 4 928   | 2,6 / 100,0   | 1,5  | 0 / 9     | Estável |
|                         | Frente Socialista Popular            | 3 839   | 2,0 / 100,0   | 0,2  | 0 / 9     | Estável |
|                         | MRPP                                 | 1 957   | 1,0 / 100,0   | Novo | 0 / 9     | Novo    |
|                         | Outros                               | 6 407   | 3,4 / 100,0   |      | 0 / 9     |         |
| Votos inválidos         | Votos inválidos                      | 11 133  | 5,8 / 100,0   | 3,4  |           |         |
| Total                   | Total                                | 191 160 | 100,0 / 100,0 |      | 9 / 9     |         |
| Eleitorado/Participação | Eleitorado/Participação              | 236 744 | 80,8 / 100,0  | 10,0 |           |         |

### Funchal
| Partidos                | Partidos                             | Votos   | %             | +/-  | Deputados | +/-     |
| ----------------------- | ------------------------------------ | ------- | ------------- | ---- | --------- | ------- |
|                         | Partido Popular Democrático          | 60 925  | 53,0 / 100,0  | 8,9  | 4 / 6     | 1       |
|                         | Partido Socialista                   | 28 645  | 24,9 / 100,0  | 5,3  | 1 / 6     | Estável |
|                         | Partido do Centro Democrático Social | 15 310  | 13,3 / 100,0  | 3,3  | 1 / 6     | 1       |
|                         | Partido Comunista Português          | 1 667   | 1,5 / 100,0   | 0,2  | 0 / 6     | Estável |
|                         | União Democrática Popular            | 1 492   | 1,3 / 100,0   | -    | 0 / 6     | -       |
|                         | Partido da Democracia Cristã         | 1 412   | 1,2 / 100,0   | Novo | 0 / 6     | Novo    |
|                         | Outros                               | 2 080   | 1,8 / 100,0   |      | 0 / 6     |         |
| Votos inválidos         | Votos inválidos                      | 3 328   | 2,9 / 100,0   | 1,5  |           |         |
| Total                   | Total                                | 114 859 | 100,0 / 100,0 |      | 6 / 6     |         |
| Eleitorado/Participação | Eleitorado/Participação              | 143 461 | 80,1 / 100,0  | 10,1 |           |         |

### Guarda
| Partidos                | Partidos                             | Votos   | %             | +/-     | Deputados | +/-     |
| ----------------------- | ------------------------------------ | ------- | ------------- | ------- | --------- | ------- |
|                         | Partido do Centro Democrático Social | 39 120  | 32,1 / 100,0  | 12,6    | 2 / 6     | 1       |
|                         | Partido Popular Democrático          | 31 307  | 25,7 / 100,0  | 7,6     | 2 / 6     | 1       |
|                         | Partido Socialista                   | 30 746  | 25,2 / 100,0  | 3,0     | 2 / 6     | Estável |
|                         | Partido Comunista Português          | 3 583   | 2,9 / 100,0   | Estável | 0 / 6     | Estável |
|                         | Frente Socialista Popular            | 1 717   | 1,4 / 100,0   | Estável | 0 / 6     | Estável |
|                         | Partido da Democracia Cristã         | 1 668   | 1,4 / 100,0   | Novo    | 0 / 6     | Novo    |
|                         | União Democrática Popular            | 1 368   | 1,1 / 100,0   | -       | 0 / 6     | -       |
|                         | Movimento de Esquerda Socialista     | 1 200   | 1,0 / 100,0   | -       | 0 / 6     | -       |
|                         | Outros                               | 2 586   | 2,1 / 100,0   |         | 0 / 6     |         |
| Votos inválidos         | Votos inválidos                      | 8 781   | 7,2 / 100,0   | 2,6     |           |         |
| Total                   | Total                                | 122 076 | 100,0 / 100,0 |         | 6 / 6     |         |
| Eleitorado/Participação | Eleitorado/Participação              | 148 574 | 82,2 / 100,0  | 7,6     |           |         |

### Horta
| Partidos                | Partidos                             | Votos  | %             | +/-  | Deputados | +/-     |
| ----------------------- | ------------------------------------ | ------ | ------------- | ---- | --------- | ------- |
|                         | Partido Popular Democrático          | 12 141 | 57,0 / 100,0  | 10,6 | 1 / 1     | Estável |
|                         | Partido Socialista                   | 7 278  | 34,2 / 100,0  | 11,2 | 0 / 1     | Estável |
|                         | Partido do Centro Democrático Social | 919    | 4,3 / 100,0   | -    | 0 / 1     | -       |
|                         | Partido Comunista Português          | 328    | 1,5 / 100,0   | 0,9  | 0 / 1     | Estável |
|                         | Outros                               | 102    | 0,5 / 100,0   |      | 0 / 1     |         |
| Votos inválidos         | Votos inválidos                      | 521    | 2,4 / 100,0   | 1,6  |           |         |
| Total                   | Total                                | 21 289 | 100,0 / 100,0 |      | 1 / 1     |         |
| Eleitorado/Participação | Eleitorado/Participação              | 26 058 | 81,7 / 100,0  | 8,5  |           |         |

### Leiria
| Partidos                | Partidos                             | Votos   | %             | +/-  | Deputados | +/-     |
| ----------------------- | ------------------------------------ | ------- | ------------- | ---- | --------- | ------- |
|                         | Partido Popular Democrático          | 69 457  | 31,2 / 100,0  | 4,4  | 4 / 11    | 1       |
|                         | Partido Socialista                   | 69 236  | 31,1 / 100,0  | 2,1  | 4 / 11    | 1       |
|                         | Partido do Centro Democrático Social | 43 213  | 19,4 / 100,0  | 12,6 | 2 / 11    | 1       |
|                         | Partido Comunista Português          | 16 226  | 7,3 / 100,0   | 0,9  | 1 / 11    | 1       |
|                         | União Democrática Popular            | 2 136   | 1,0 / 100,0   | 0,1  | 0 / 11    | Estável |
|                         | Outros                               | 9 080   | 4,1 / 100,0   |      | 0 / 11    |         |
| Votos inválidos         | Votos inválidos                      | 13 404  | 6,0 / 100,0   | 4,0  |           |         |
| Total                   | Total                                | 222 752 | 100,0 / 100,0 |      | 11 / 11   |         |
| Eleitorado/Participação | Eleitorado/Participação              | 277 582 | 80,2 / 100,0  | 10,0 |           |         |

### Lisboa
| Partidos                | Partidos                             | Votos     | %             | +/-  | Deputados | +/-     |
| ----------------------- | ------------------------------------ | --------- | ------------- | ---- | --------- | ------- |
|                         | Partido Socialista                   | 458 713   | 38,3 / 100,0  | 7,7  | 25 / 58   | 4       |
|                         | Partido Comunista Português          | 260 554   | 21,8 / 100,0  | 2,9  | 14 / 58   | 3       |
|                         | Partido Popular Democrático          | 196 031   | 16,4 / 100,0  | 1,4  | 10 / 58   | 1       |
|                         | Partido do Centro Democrático Social | 157 554   | 13,2 / 100,0  | 8,4  | 8 / 58    | 5       |
|                         | União Democrática Popular            | 31 409    | 2,6 / 100,0   | 0,9  | 1 / 58    | Estável |
|                         | MRPP                                 | 14 372    | 1,2 / 100,0   | Novo | 0 / 58    | Novo    |
|                         | Outros                               | 37 972    | 3,2 / 100,0   |      | 0 / 58    |         |
| Votos inválidos         | Votos inválidos                      | 41 184    | 3,4 / 100,0   | 2,3  |           |         |
| Total                   | Total                                | 1 197 789 | 100,0 / 100,0 |      | 58 / 58   | 3       |
| Eleitorado/Participação | Eleitorado/Participação              | 1 431 819 | 83,7 / 100,0  | 8,0  |           |         |

### Ponta Delgada
| Partidos                | Partidos                             | Votos  | %             | +/-     | Deputados | +/-     |
| ----------------------- | ------------------------------------ | ------ | ------------- | ------- | --------- | ------- |
|                         | Partido Popular Democrático          | 29 796 | 45,7 / 100,0  | 9,1     | 2 / 3     | Estável |
|                         | Partido Socialista                   | 23 124 | 35,4 / 100,0  | 5,0     | 1 / 3     | Estável |
|                         | Partido do Centro Democrático Social | 7 708  | 11,8 / 100,0  | 8,7     | 0 / 3     | Estável |
|                         | Partido Comunista Português          | 952    | 1,5 / 100,0   | Estável | 0 / 3     | Estável |
|                         | Outros                               | 1 653  | 2,5 / 100,0   |         | 0 / 6     |         |
| Votos inválidos         | Votos inválidos                      | 2 009  | 3,1 / 100,0   | 3,7     |           |         |
| Total                   | Total                                | 65 242 | 100,0 / 100,0 |         | 3 / 3     |         |
| Eleitorado/Participação | Eleitorado/Participação              | 85 101 | 76,7 / 100,0  | 14,1    |           |         |

### Portalegre
| Partidos                | Partidos                             | Votos   | %             | +/-  | Deputados | +/-     |
| ----------------------- | ------------------------------------ | ------- | ------------- | ---- | --------- | ------- |
|                         | Partido Socialista                   | 40 238  | 41,9 / 100,0  | 10,5 | 3 / 4     | Estável |
|                         | Partido Comunista Português          | 21 135  | 22,0 / 100,0  | 4,5  | 1 / 4     | Estável |
|                         | Partido do Centro Democrático Social | 13 375  | 13,9 / 100,0  | 9,9  | 0 / 4     | Estável |
|                         | Partido Popular Democrático          | 9 680   | 10,1 / 100,0  | 0,2  | 0 / 4     | Estável |
|                         | Frente Socialista Popular            | 1 004   | 1,1 / 100,0   | 0,3  | 0 / 4     | Estável |
|                         | União Democrática Popular            | 949     | 1,0 / 100,0   | 0,2  | 0 / 4     | Estável |
|                         | Movimento de Esquerda Socialista     | 934     | 1,0 / 100,0   | 0,3  | 0 / 4     | Estável |
|                         | Outros                               | 3 098   | 3,2 / 100,0   |      | 0 / 4     |         |
| Votos inválidos         | Votos inválidos                      | 5 643   | 5,9 / 100,0   | 1,4  |           |         |
| Total                   | Total                                | 96 056  | 100,0 / 100,0 |      | 4 / 4     |         |
| Eleitorado/Participação | Eleitorado/Participação              | 110 543 | 86,9 / 100,0  | 8,4  |           |         |

### Porto
| Partidos                | Partidos                             | Votos   | %             | +/- | Deputados | +/-     |
| ----------------------- | ------------------------------------ | ------- | ------------- | --- | --------- | ------- |
|                         | Partido Socialista                   | 336 960 | 40,7 / 100,0  | 1,9 | 18 / 38   | Estável |
|                         | Partido Popular Democrático          | 222 974 | 27,0 / 100,0  | 2,4 | 11 / 38   | 1       |
|                         | Partido do Centro Democrático Social | 129 732 | 15,7 / 100,0  | 6,8 | 6 / 38    | 3       |
|                         | Partido Comunista Português          | 69 176  | 8,4 / 100,0   | 1,7 | 3 / 38    | 1       |
|                         | União Democrática Popular            | 12 590  | 1,5 / 100,0   | 0,9 | 0 / 38    | Estável |
|                         | Outros                               | 20 236  | 2,5 / 100,0   |     | 0 / 38    |         |
| Votos inválidos         | Votos inválidos                      | 35 526  | 4,3 / 100,0   | 0,9 |           |         |
| Total                   | Total                                | 827 194 | 100,0 / 100,0 |     | 38 / 38   | 2       |
| Eleitorado/Participação | Eleitorado/Participação              | 936 819 | 88,3 / 100,0  | 5,5 |           |         |

### Santarém
| Partidos                | Partidos                             | Votos   | %             | +/- | Deputados | +/-     |
| ----------------------- | ------------------------------------ | ------- | ------------- | --- | --------- | ------- |
|                         | Partido Socialista                   | 104 422 | 38,4 / 100,0  | 4,5 | 6 / 13    | 2       |
|                         | Partido Popular Democrático          | 53 138  | 19,5 / 100,0  | 0,7 | 3 / 13    | Estável |
|                         | Partido Comunista Português          | 43 841  | 16,1 / 100,0  | 1,0 | 2 / 13    | Estável |
|                         | Partido do Centro Democrático Social | 37 699  | 13,9 / 100,0  | 9,6 | 2 / 13    | 2       |
|                         | União Democrática Popular            | 4 533   | 1,7 / 100,0   | 0,7 | 0 / 13    | Estável |
|                         | Frente Socialista Popular            | 3 040   | 1,1 / 100,0   | 1,3 | 0 / 13    | Estável |
|                         | Outros                               | 10 292  | 3,8 / 100,0   |     | 0 / 13    |         |
| Votos inválidos         | Votos inválidos                      | 14 937  | 5,5 / 100,0   | 3,1 |           |         |
| Total                   | Total                                | 271 902 | 100,0 / 100,0 |     | 13 / 13   |         |
| Eleitorado/Participação | Eleitorado/Participação              | 325 169 | 83,6 / 100,0  | 8,3 |           |         |

### Setúbal
| Partidos                | Partidos                             | Votos   | %             | +/- | Deputados | +/-     |
| ----------------------- | ------------------------------------ | ------- | ------------- | --- | --------- | ------- |
|                         | Partido Comunista Português          | 159 087 | 44,4 / 100,0  | 6,6 | 9 / 17    | 2       |
|                         | Partido Socialista                   | 115 352 | 32,2 / 100,0  | 6,0 | 7 / 17    | Estável |
|                         | Partido Popular Democrático          | 30 142  | 8,4 / 100,0   | 2,7 | 1 / 17    | Estável |
|                         | Partido do Centro Democrático Social | 15 724  | 4,4 / 100,0   | 2,8 | 0 / 17    | Estável |
|                         | União Democrática Popular            | 10 057  | 2,8 / 100,0   | 1,5 | 0 / 17    | Estável |
|                         | Frente Socialista Popular            | 3 467   | 1,0 / 100,0   | 0,8 | 0 / 17    | Estável |
|                         | Outros                               | 12 410  | 3,5 / 100,0   |     | 0 / 17    |         |
| Votos inválidos         | Votos inválidos                      | 12 436  | 3,5 / 100,0   | 2,0 |           |         |
| Total                   | Total                                | 358 675 | 100,0 / 100,0 |     | 17 / 17   | 1       |
| Eleitorado/Participação | Eleitorado/Participação              | 423 293 | 84,7 / 100,0  | 8,8 |           |         |

### Viana do Castelo
| Partidos                | Partidos                             | Votos   | %             | +/-  | Deputados | +/-     |
| ----------------------- | ------------------------------------ | ------- | ------------- | ---- | --------- | ------- |
|                         | Partido Popular Democrático          | 42 519  | 32,8 / 100,0  | 3,2  | 3 / 7     | Estável |
|                         | Partido Socialista                   | 33 094  | 25,5 / 100,0  | 1,0  | 2 / 7     | Estável |
|                         | Partido do Centro Democrático Social | 30 437  | 23,5 / 100,0  | 9,0  | 2 / 7     | 1       |
|                         | Partido Comunista Português          | 8 611   | 6,6 / 100,0   | 2,8  | 0 / 7     | Estável |
|                         | Frente Socialista Popular            | 1 314   | 1,0 / 100,0   | 0,7  | 0 / 7     | Estável |
|                         | Outros                               | 5 854   | 4,5 / 100,0   |      | 0 / 7     |         |
| Votos inválidos         | Votos inválidos                      | 7 921   | 6,1 / 100,0   | 2,6  |           |         |
| Total                   | Total                                | 129 750 | 100,0 / 100,0 |      | 7 / 7     | 1       |
| Eleitorado/Participação | Eleitorado/Participação              | 163 949 | 79,1 / 100,0  | 10,1 |           |         |

### Vila Real
| Partidos                | Partidos                             | Votos   | %             | +/-  | Deputados | +/-     |
| ----------------------- | ------------------------------------ | ------- | ------------- | ---- | --------- | ------- |
|                         | Partido Popular Democrático          | 50 736  | 39,0 / 100,0  | 6,8  | 4 / 7     | Estável |
|                         | Partido Socialista                   | 34 277  | 26,3 / 100,0  | 0,8  | 2 / 7     | Estável |
|                         | Partido do Centro Democrático Social | 23 808  | 18,3 / 100,0  | 11,1 | 1 / 7     | 1       |
|                         | Partido Comunista Português          | 4 086   | 3,1 / 100,0   | 0,2  | 0 / 7     | Estável |
|                         | Outros                               | 7 603   | 5,8 / 100,0   |      | 0 / 7     |         |
| Votos inválidos         | Votos inválidos                      | 9 623   | 7,4 / 100,0   | 4,0  |           |         |
| Total                   | Total                                | 130 133 | 100,0 / 100,0 |      | 7 / 7     | 1       |
| Eleitorado/Participação | Eleitorado/Participação              | 166 189 | 78,3 / 100,0  | 10,0 |           |         |

### Viseu
| Partidos                | Partidos                             | Votos   | %             | +/-     | Deputados | +/-     |
| ----------------------- | ------------------------------------ | ------- | ------------- | ------- | --------- | ------- |
|                         | Partido Popular Democrático          | 70 159  | 32,2 / 100,0  | 11,6    | 4 / 11    | 2       |
|                         | Partido do Centro Democrático Social | 67 864  | 31,2 / 100,0  | 14,0    | 4 / 11    | 2       |
|                         | Partido Socialista                   | 50 033  | 23,0 / 100,0  | 1,5     | 3 / 11    | 1       |
|                         | Partido Comunista Português          | 4 954   | 2,3 / 100,0   | Estável | 0 / 11    | Estável |
|                         | Partido da Democracia Cristã         | 2 342   | 1,1 / 100,0   | Novo    | 0 / 11    | Novo    |
|                         | Partido Popular Monárquico           | 2 093   | 1,0 / 100,0   | 0,1     | 0 / 11    | Estável |
|                         | Outros                               | 7 103   | 3,3 / 100,0   |         | 0 / 11    |         |
| Votos inválidos         | Votos inválidos                      | 13 224  | 6,1 / 100,0   | 1,9     |           |         |
| Total                   | Total                                | 217 772 | 100,0 / 100,0 |         | 11 / 11   | 1       |
| Eleitorado/Participação | Eleitorado/Participação              | 277 780 | 78,4 / 100,0  | 11,2    |           |         |

### Europa
| Partidos                | Partidos                             | Votos  | %             | Deputados |
| ----------------------- | ------------------------------------ | ------ | ------------- | --------- |
|                         | Partido Socialista                   | 23 824 | 46,1 / 100,0  | 1 / 2     |
|                         | Partido Popular Democrático          | 16 644 | 32,2 / 100,0  | 1 / 2     |
|                         | Partido Comunista Português          | 5 212  | 10,1 / 100,0  | 0 / 2     |
|                         | Partido do Centro Democrático Social | 3 555  | 6,9 / 100,0   | 0 / 2     |
|                         | Outros                               | 1 462  | 2,8 / 100,0   | 0 / 2     |
| Votos inválidos         | Votos inválidos                      | 996    | 1,9 / 100,0   |           |
| Total                   | Total                                | 51 693 | 100,0 / 100,0 | 2 / 2     |
| Eleitorado/Participação | Eleitorado/Participação              | 57 341 | 90,2 / 100,0  |           |

### Fora da Europa
| Partidos                | Partidos                             | Votos  | %             | Deputados |
| ----------------------- | ------------------------------------ | ------ | ------------- | --------- |
|                         | Partido Popular Democrático          | 21 317 | 53,2 / 100,0  | 1 / 2     |
|                         | Partido do Centro Democrático Social | 13 483 | 33,7 / 100,0  | 1 / 2     |
|                         | Partido Socialista                   | 2 517  | 6,3 / 100,0   | 0 / 2     |
|                         | Partido da Democracia Cristã         | 1 277  | 3,2 / 100,0   | 0 / 2     |
|                         | Partido Comunista Português          | 562    | 1,4 / 100,0   | 0 / 2     |
|                         | Outros                               | 313    | 0,8 / 100,0   | 0 / 2     |
| Votos inválidos         | Votos inválidos                      | 578    | 1,4 / 100,0   |           |
| Total                   | Total                                | 40 047 | 100,0 / 100,0 | 2 / 2     |
| Eleitorado/Participação | Eleitorado/Participação              | 48 368 | 82,8 / 100,0  |           |

| Eleições legislativas portuguesas de 1976 Distritos: Aveiro \| Beja \| Braga \| Bragança \| Castelo Branco \| Coimbra \| Évora \| Faro \| Guarda \| Leiria \| Lisboa \| Portalegre \| Porto \| Santarém \| Setúbal \| Viana do Castelo \| Vila Real \| Viseu \| Açores \| Madeira \| Estrangeiro |